# Lichaamsgewicht
Lichaamsgewicht is de massa van een  dierlijk lichaam. De juiste wetenschappelijke benaming zou lichaamsmassa moeten zijn, zie massa en gewicht.
Het vroegtijdig opsporen van afwijkend lichaamsgewicht is een belangrijke taak van de preventieve gezondheidszorg. Een duidelijk te hoog of te laag lichaamsgewicht kan immers symptoom zijn van een andere onderliggende problematiek. Bij vroege detectie kan er ook vroeger gestart worden met een behandeling. Daarom dat "wegen en meten" een vast onderdeel vormt van de zuigelingenraadplegingen van bijvoorbeeld Kind en Gezin.
Een gezond lichaamsgewicht is belangrijk: mensen die te licht zijn kunnen onder andere last hebben van energiegebrek, mensen met een te hoog lichaamsgewicht kunnen bijvoorbeeld te maken krijgen met hart- en vaatziekten of met versnelde slijtage van gewrichten.

## Lichaamsgewicht en -lengte
Of het lichaamsgewicht past bij de lengte van het menselijk lichaam is uit te rekenen aan de hand van de body mass index (BMI). Hierbij wordt het lichaamsgewicht gedeeld door het kwadraat van de lichaamslengte. Over het algemeen wordt bij volwassenen een BMI tussen 18,5 en 25 gezien als een gezond lichaamsgewicht. Tussen 25 en 30 is er sprake van overgewicht, boven de 30 van ernstig overgewicht obesitas. Voor kinderen gelden andere grenswaarden, omdat die nog in volle ontwikkeling zijn. Voor hen bestaan afzonderlijke tabellen die de metingen vergelijken met de normgroep (afzonderlijk voor jongens en meisjes) van hun leeftijd, Ook voor sterk gespierde mensen gaat de verhouding niet op.

## Lichaamsgewicht en schoonheid
Sommige mensen beweren dat er een sterk verband is tussen schoonheid en lichaamsgewicht, maar dit is aan cultuurgebonden. Sommige mensen vinden zeer slank (Twiggy) mooi, anderen vinden fors mooi (Rubensfiguur). Door de jaren heen verandert het schoonheidsideaal vaak.